# Verwaltungsgemeinschaft Weißenfelser Land
In de voormalige Verwaltungsgemeinschaft Weißenfelser Land werkten twee gemeenten uit de Burgenlandkreis samen ter vervulling van de gemeentelijke taken. Juridisch gezien behielden de deelnemende gemeenten hun zelfstandigheid. De Verwaltungsgemeinschaft telde 33.839 inwoners (stand 31 december 2007).

## Geschiedenis
De Verwaltungsgemeinschaft Weißenfelser Land ontstond op 1 januari 2005 door de fusie van de stad Weißenfels en de gemeente Markwerben uit de Verwaltungsgemeinschaft Uichteritz.
Op 1 juli 2009 werd de deelnemende gemeente Röcken door de stad Lützen geannexeerd en verliet daarmee de Verwaltungsgemeinschaft. Op 1 januari 2010 werd door een fusie van de deelnemende gemeenten Großgörschen, Muschwitz, Poserna, Rippach en Starsiedel en de stad Lützen een nieuwe stad Lützen gevormd. Op 1 januari 2010 werden de deelnemende gemeenten Granschütz en Taucha door de stad Hohenmölsen geannexeerd en verlieten daarmee de Verwaltungsgemeinschaft.
Op 1 juli 2007 trad de gemeente Langendorf tot de Verwaltungsgemeinschaft op 1 januari 2009 volgende de gemeente Leißling.
Op 1 januari 2010 werden Langendorf en Markwerben geannexeerd door Weißenfels en verlieten daarmee de Verwaltungsgemeinschaft.
Op 1 september 2010 werd Leißling geannexeerd door Weißenfels en de Verwaltungsgemeinschaft Weißenfelser Land opgeheven.